# Erhard Telle

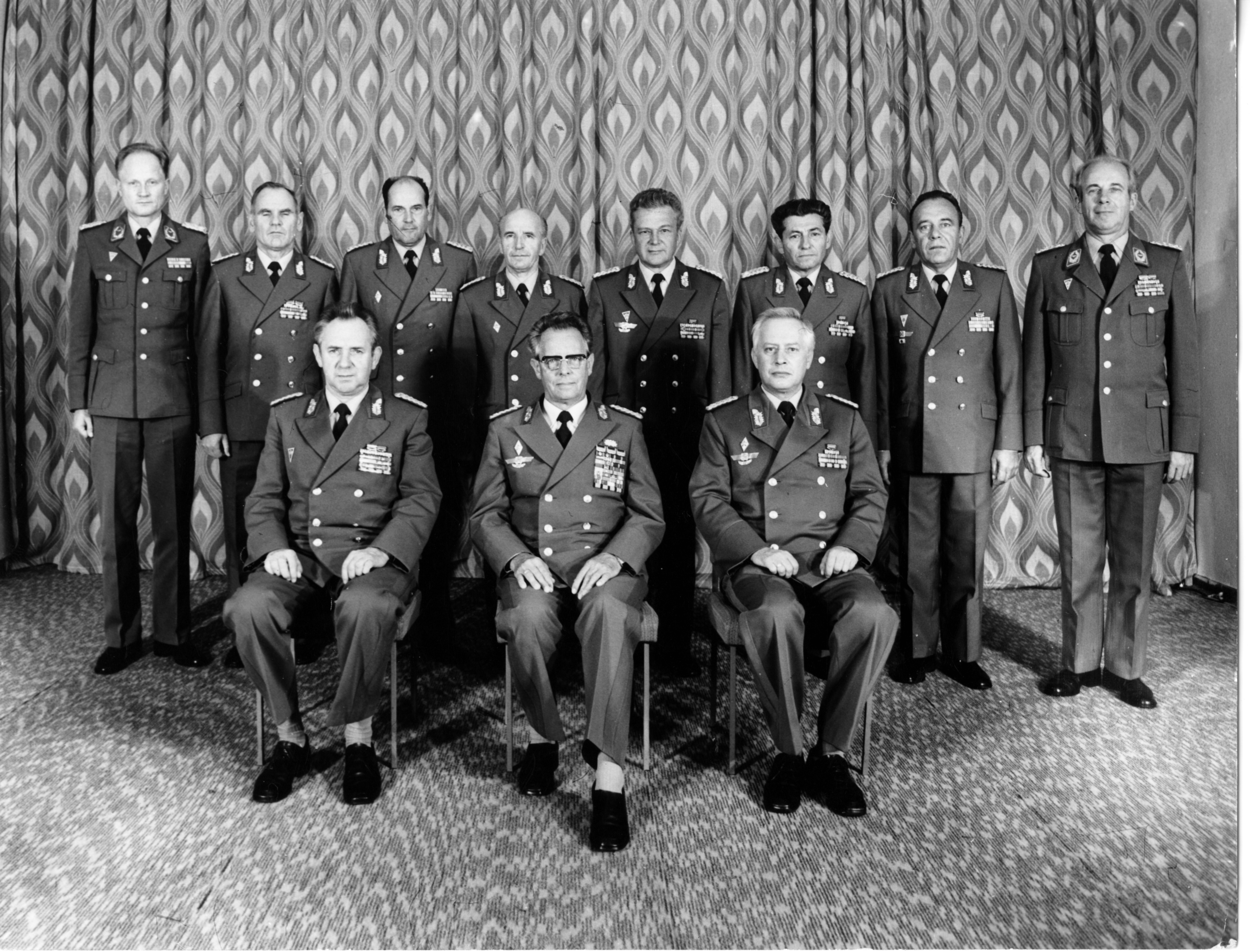
Erhard Telle (stehend 7. v.l.) im Kreise des Militärrats Kommando LSK/LV im Jahre 1986.

Erhard Telle (* 20. Januar 1933 in Haynsburg; † 7. April 1991 in Strausberg) war ein Generalmajor der Nationalen Volksarmee der Deutschen Demokratischen Republik. 

## Leben und Werdegang
Erhard Telle wurde als Sohn eines Zimmermanns in Haynsburg geboren. Nach Abschluss der Schule erlernte er von 1947 bis 1951 den Beruf eines Schlossers und erwarb das Teilabitur in Grundlagenfächer. Danach arbeitete er bis 1952 als Maschinenschlosser.
Die letzte Ruhestätte von Telle befindet sich in Petershagen/Eggersdorf bei Strausberg, auf dem Waldfriedhof am Eggersdorfer Weg.
Beförderungen
- ………….. 1952 Offiziersschüler
- ………….. 1954 Unterleutnant
- ………….. 1956 Leutnant
- 7. Oktober 1959 Oberleutnant
- 7. Oktober 1963 Hauptmann
- 7. Oktober 1968 Major
- 7. Oktober 1974 Oberstleutnant
- …………………..Oberst
- 7. Oktober 1980 Generalmajor

## Militärische Laufbahn

### Ausbildung und Verwendungen
Erhard Telle trat am 28. August 1952 als Freiwilligenbewerber in die bewaffneten Organe der DDR ein und besuchte sofort als Kursant die Offiziersschule der Kasernierten Volkspolizei in Kamenz, die spätere OHS der LSK/LV. Nach Bestandener Abschlussprüfung und der Ernennung zum Offizier bekam er 1954 im Range eines Unterleutnants seine erste Truppenverwendung bis 1957 als Techniker einer Fliegerkette im Jagdfliegergeschwader 7. Nach zweijähriger Kandidatenzeit wurde er im Jahre 1955 Mitglied der SED. Im Jahre 1957 folgte die erste Stabsverwendung als Oberoffizier für allgemeine Reparaturen im Kommandostab der kurze Zeit vorher aufgestellten 3. LVD. Daran schloss sich ab 1961 seine erste Führungsverwendung als Leiter Fliegeringenieurdienst im Kommandostab der 1. LVD an.
Danach absolvierte E. Telle von 1966 bis 1968 ein Hochschulstudium an der  Technischen Universität Dresden. 
Nach erfolgreichem Studienabschluss kam E. Telle nunmehr als Major Dipl.-Ing.-Öko. zur Offiziersschule der LSK/LV und war dort bis Anfang 1972 als Leiter Fliegeringenieurdienst eingesetzt.  
Im gleichen Jahr wurde Telle im Kommando LSK/LV in Strausberg Abteilungsleiter Wartung und Instandsetzung beim Chef Fliegeringenieurdienst.

### Dienst als General
Ende des Jahres 1972 kam seine Berufung als Chef Fliegeringenieurdienst im Kommando LSK/LV in Strausberg. Auf diesem Dienstposten wurde er zum Oberst befördert und am 7. Oktober 1980 erfolgte seine Ernennung zum Generalmajor. Bis zum Ende seiner Dienstzeit am 30. Mai 1990 blieb GenMaj Telle auf dem herausgehobenen Dienstposten des Chefs Fliegeringenieurdienst.
| Vorgänger: Oberst Ehrenfried Ullmann (19..–1972) | aktuelle Besetzung Oberst Erhard Telle (1972–1990) | Nachfolger: Oberst Horst Kleest (1. Juni 1990–2. Oktober 1990) |

## Orden, Ehrenzeichen und Auszeichnungen in der DDR
- Vaterländischer Verdienstorden in Bronze
- Scharnhorst-Orden
- Kampforden „Für Verdienste um Volk und Vaterland“ in Gold
- Verdienstmedaille der Nationalen Volksarmee in Gold

| Personendaten    | Personendaten                                                        |
| ---------------- | -------------------------------------------------------------------- |
| NAME             | Telle, Erhard                                                        |
| KURZBESCHREIBUNG | deutscher Militär, Generalmajor der LSK/LV der Nationalen Volksarmee |
| GEBURTSDATUM     | 20. Januar 1933                                                      |
| GEBURTSORT       | Haynsburg                                                            |
| STERBEDATUM      | 7. April 1991                                                        |
| STERBEORT        | Strausberg                                                           |